# Oxsjötjärnen, Medelpad
Oxsjötjärnen är en sjö i Sundsvalls kommun i Medelpad och ingår i Indalsälvens huvudavrinningsområde. Sjön har en area på 0,0445 kvadratkilometer och ligger 212,2 meter över havet. Sjön avvattnas av vattendraget Kvarnån (Näckån).

## Delavrinningsområde
Oxsjötjärnen ingår i det delavrinningsområde (696286-154870) som SMHI kallar för Inloppet i Brudsjön. Medelhöjden är 254 meter över havet och ytan är 2,46 kvadratkilometer. Räknas de 30 avrinningsområdena uppströms in blir den ackumulerade arean 235,54 kvadratkilometer. Kvarnån (Näckån) som avvattnar avrinningsområdet har biflödesordning 2, vilket innebär att vattnet flödar genom totalt 2 vattendrag innan det når havet efter 59 kilometer. Avrinningsområdet består mestadels av skog (78 procent) och öppen mark (12 procent). Avrinningsområdet har 0,04 kvadratkilometer vattenytor vilket ger det en sjöprocent på 1,8 procent.